# 荻原秀樹
荻原 秀樹（おぎはら ひでき、1972年11月29日 - ）は、日本の男性声優。東京都出身。

## 経歴
勝田声優学院出身（11期・同期は萩原えみこ、小西克幸、平川大輔など）。
浪人生時代に声優志望の人と出会い、その人に感化されて行った養成所で、演じることに天職を見いだし声優になった。役者としての初仕事は19歳の時に出演していたバス会社のVPの『管理者の役割』の整備員役であった。1999年8月末までぷろだくしょんバオバブに所属していたが、憧れていた事務所先輩の子安武人が独立してティーズファクトリーを設立した際、弟子入りを願った。最初は子安に「君にマイナスになる」と断られたものの、諦めきれずに何度もアタックし熱意を伝えた結果、役者冥利に尽きると認められて移籍が叶った。
2014年2月4日、声優の瀧本富士子と入籍したことをブログで発表。
2014年6月30日付でティーズファクトリーを離れ、翌7月1日からフリーでの活動を開始。
2019年10月1日付でHoney Rushに所属。
2023年3月31日をもってHoney Rushを退所し、業務提携となる。

## 人物
- アニメ、洋画、ラジオ、歌手、司会(MC)他マルチで活動[8]。
- キャラクターソングにおいて、キャラクターに合わせた歌声を出すことを得意とする。打ち込み系ポップスやギャグテイスト、シンプルなロックや1980 - 1990年代の歌謡曲といったキャラソンを歌っている。自身のアルバムでは一部の曲で自ら作詞を行ったほか、『ほめられてのびるらじおPP』のエンディング曲『into the sky』では、自分が歌うラップパートの作詞を行っている。
- 女性パーソナリティを相方としたラジオ番組のパーソナリティを務めることが多く、『ねぶら』、『ほめられてのびるらじおPP/Z』は配信300回を超えるなど、一部は長寿番組化している。2008年には『ねぶら』『ほめられてのびるらじおPP』『超!Online Station』『ゆめぎの高校放送室』で、2014年には『ねぶら』『ほめられてのびるらじおZ』『SCRUM Radio〜らむらじ〜』『あずべあ!!』で週に4本のラジオ番組パーソナリティをレギュラーで担当することになり（2014年からの『ねぶら』は隔週配信形式）、それらはすべて相方が女性パーソナリティである。
- 2010年9月24日にはトークライブイベント「荻原秀樹オールナイトトークライブ 〜It's mine at midnight〜」を開催。事前のチケット予約は、5分で受け付け終了になるほどの人気となり、同イベント第2回のチケットも会場を広くして入場可能数が増えたにもかかわらず、約10分でチケットが完売となった。以後、音泉（タブリエ）とのオールナイトイベントとしては最後となる2019年8月24日の第19回まで、約2回のペースでこのイベントが行われていた[9]。
- 左利き[8]。
- 妹がおり、その妹はかつてキャンギャルをやっていた[10]。父の名前はきよし[11]。

### 趣味
- パチスロにはホールに通うだけではなく、実機を3台所持している。2013年頃より、パチスロ関係のコラム『荻原秀樹のオギーナイトfever!』などを書いたり、ニコニコ動画などでのパチスロ紹介番組に出演するなど、パチスロ関係の仕事も増えている。
- F1、スポーツ観戦が好き。
- 中学時代は陸上部（200m）、高校時代はラグビー部（ポジションはレフトウイング）に所属していた（なお上條貴史は中学の陸上部での先輩にあたる）。
- ゲーム好き。『ほめられてのびるらじお』では『モンスターハンター』の話題などで、相方の風音と盛り上がることも多い。2014年7月25日から7月26日にかけて行われた『インターネットラジオステーション<音泉>10周年記念24時間生放送』では、初心者プレイヤーの橋本ちなみをサポートするという形で、橋本とともに『モンスターハンター4 24時間チャレンジクエスト!』に出演した[12]。

### ニックネーム
- 通常は「荻さん」（おぎさん）と呼ばれるが、よく「萩原」（はぎわら）と苗字を間違われ[8]、また出演したゲームのクレジットにも間違って書かれてしまうことがあるため、しばしばネタで「萩さん」（はぎさん）と呼ばれることがある。
- 『ハンゲーム presents 超!Online Station』の共演者であった豊崎愛生、井澤詩織や、『あの夏で待ってる』の共演者であった戸松遥などからは「荻様」（おぎさま）と呼ばれている。まきいづみや榊原ゆいには「おぎー」、井村屋ほのかには「荻原くん」、夏野こおりには「おぎぞう・おぎくん」などと呼ばれている。

## 出演
太字はメインキャラクター。

### テレビアニメ
時期不明
- しましまとらのしまじろう（野次馬）

1996年
- きこちゃんすまいる（東山刑事）
- 機動戦艦ナデシコ（左、整備員）
- 超者ライディーン（男）
- ドラえもん（テレビ朝日版第1期）（関取）

1997年
- クレヨンしんちゃん（若い男、店員）
- 剣風伝奇ベルセルク（1997年 - 1998年、兵士A、伝令、兵A、傭兵A）
- マッハGoGoGo（係官2、クルー、バロ）

1998年
- Weiß kreuz（不良B、隊員）
- 銀河漂流バイファム13（兵士 他）
- Bビーダマン爆外伝（ひとボン）
- 突撃!パッパラ隊（ギル）
- DTエイトロン（技師 他）

2000年
- グラビテーション（まーくん）
- ゲートキーパーズ（級友）

2001年
- 仰天人間バトシーラー（マタタビ丸 / オタケビ丸 / スーパーオタケビ丸、テシタロイド赤 / オードロボーット）
- まほろまてぃっく（2001年 - 2009年、浜口俊也） - 2シリーズ+特別編

2002年
- OVERMANキングゲイナー
- Weiß kreuz Glühen（キョウ）
- キャプテン翼（早田誠、シェスター）

2003年
- 奇鋼仙女ロウラン（白炎）
- なるたる（倉）

2004年
- この醜くも美しい世界（松村大治郎）
- 学園アリス（メガネ）

2005年
- IZUMO -猛き剣の閃記-（八岐猛）
- プレイボール（今野、主審）
- SHUFFLE!（2005年 - 2007年、緑葉樹） - 2シリーズ
- MAJOR（2005年 - 2009年、山根義隆） - 4シリーズ

2006年
- LEMON ANGEL PROJECT（小暮亮太）
- Soul Link（相澤涼太）
- らぶドル Lovely Idol（藤沢智弘）

2007年
- 彩雲国物語 第2シリーズ（楊修）

2008年
- 君が主で執事が俺で（未有信者1）

2010年
- 咎狗の血（猛）

2011年
- お兄ちゃんのことなんかぜんぜん好きじゃないんだからねっ!!（高梨修司、店員）
- 俺たちに翼はない（森里和馬）

2012年
- あの夏で待ってる（石垣哲郎）

2014年
- 風雲維新ダイ☆ショーグン（百助）

### 劇場アニメ
- はむこ参る!（1996年、軍団員）
- 音響生命体ノイズマン（1997年、トビオ）

### OVA
1996年
- 学校の幽霊2（野球少年）
- 銀河英雄伝説
- 湘南純愛組!（闇皇帝B）

1997年
- VS騎士ラムネ&40FRESH（オペレーターC）

2000年
- スペーストラベラーズ The Animation（ブラックキャット）

2001年
- めだかの学校（野々口備悟）

2004年
- 夏色の砂時計（牧村耕太郎）

2007年
- SHUFFLE! MEMORIES OVA（緑葉樹）

2011年
- お兄ちゃんのことなんかぜんぜん好きじゃないんだからねっ!!（アナウンス）

### ゲーム
1999年
- ピノッチアのみる夢（ランパート）
- 探偵 神宮寺三郎 灯火が消えぬ間に（八木正隆）

2000年
- 夢のつばさ（白菊疾風）
- 探偵紳士DASH!（名波秀一）

2001年
- キャプテン・ラヴ（マッキー）
- エクソダスギルティー ネオス（ワッツ）
- 夢のつばさ 〜Fate of Heart〜（白菊疾風）
- D+VINE［LUV］（ハイド）

2002年
- 夏色の砂時計（牧村耕太郎）
- JEWEL GARDEN（サファイア）

2003年
- Refine バラエティーパッケージ（史堂学）
- Angelic Vale（オージェル）
- Phantom -PHANTOM OF INFERNO-（ナレーション）
- リプルのたまご 〜Apprentice magician〜（ウルツ・パゲット・フレイム）
- まほろまてぃっく 萌っと≠きらきらメイドさん。（浜口俊也）
- Angelic Vale Progress（オージェル）PC

2004年
- ロックマンゼロ3（ヘルバット・シルト）
- 機神咆吼デモンベイン（怨霊02）
- フルハウスキス（御堂一哉）
- S-TRIPPER（日比野岳生）

2005年
- invisible sign -イス-（林原健介）
- Angelic Vale新伝 〜エフェメール島綺譚〜（闇夜の騎士）
- Little Aid（砕我牙）

2005年
- Yo-Jin-Bo 〜運命のフロイデ〜（辰波一刀斎）
- 巫女舞 〜永遠の想い〜（楠木葉造）
- invisible sign -イス- 眠れる森（林原健介）
- SHUFFLE! ON THE STAGE（緑葉樹）

2006年
- フルハウスキス2（御堂一哉）
- IZUMO2 猛き剣の閃記（八岐猛）
- Soul Link EXTENSION（相澤涼太）
- ロックマンゼクス（ヘルバット・シルト）
- プロジェクトシルフィードX
- Gift -prism-（江戸真紀）

2007年
- SIMPLE2000シリーズ Vol.74 女の子専用 THE 王子様とロマンス 〜リプルのたまご〜（ウルツ・パゲット・フレイム）
- プリンセスナイトメア（ヴァン・ヘルシング教授）
- スーパーロボット大戦OG ORIGINAL GENERATIONS（ラージ・モントーヤ）
- フルハウスキス2 〜恋愛迷宮〜（御堂一哉）
- スーパーロボット大戦OG外伝（ラージ・モントーヤ）

2008年
- ゾディアック（郷戸統治）
- クレプシドラ〜光と影の十字架〜（デヴィン / 魔族）PC
- 咎狗の血 True Blood（猛）

2010年
- ZODIAC -ゾディアック-（郷戸統治）
- ドラゴンネスト（デービット）

2011年
- エルソード（フェネンシオ / シャドウマスター）

2012年
- 第2次スーパーロボット大戦OG（ラージ・モントーヤ）

2015年
- 雷子（曹仁）

2016年
- スーパーロボット大戦OG ムーン・デュエラーズ（ラージ・モントーヤ）
- Red Queen（ハーディン）

2017年
- ほめられてのびるらじお 100周年目のほめらじの輪（荻原秀樹）

2018年
- タユタマ2 -you're the only one-（月島長介）

2020年
- グランドインテンション・アジャストメント（ジャウド）

2021年
- さくらの雲＊スカアレットの恋（柳楽刑事）

2022年
- JINKI -Infinity-（小河原両兵）

### パチンコ・パチスロ
- パチスロまじかる☆タルるートくん（江戸城本丸）
- パチスロ煩悩BREAKER禅（テラ・デ・ジョブツ）

### 吹き替え

#### 映画
- エヴァ（フランス語版）（ベルトラン・バラデ〈ギャスパー・ウリエル〉[22]）
- 危険な天使たち
- キング・オブ・トロール 勇者と山の巨神（ノルウェー語 (ニーノシュク)版）（エスペン〈ヴェービョルン・エンゲル〉[23]）
- 触手 (映画)（英語版）（アンヘル〈ヘスス・メサ〉[24][25]）
- スピード（ビンズ）
- セブン・イヤーズ・イン・チベット（シェルパ）
- ドリームキャッチャー 呪われた魔除け（ルーク〈ヘンリー・トーマス〉[26]）
- パリ、憎しみという名の罠（アントワヌ・ロカ〈ブノワ・マジメル〉）[27]）
- マティアス&マキシム（リヴェット〈ピア＝リュック・フランク〉[28]）
- レッド・オクトーバーを追え!（ヒューイット）

#### ドラマ
- 愛はビューティフル、人生はワンダフル（ト・ジヌ〈オ・ミンソク〉[29]）
- スタートレック:ヴォイジャー（ベネット少尉）
- たった一人の私の味方（ワン・デリュク）
- パワーレンジャーシリーズ（トーマス"トミー"オリバー〈ジェイソン・デビッド・フランク〉）
  - パワーレンジャー（ビー・モンスター、キングトロフィー、ウェルト、フォトメイア 他）
  - パワーレンジャー・ターボ・映画版・誕生!ターボパワー
  - パワーレンジャー・ターボ

#### アニメ
- カウ&チキン（骨なしチキン）
- ジョニー・ブラボー（カール）
- デクスターズラボ（ヴァルヘイレン）
- トランスフォーマー ザ・ムービー（戦闘員、クリフ）

### ラジオ
※はインターネット配信。
- RADIOフルハウスキス（2005年、ラジオ大阪）
- Radio de アニメ魂（2005年、ラジオ大阪）
- ねぶら（2005年 - 2012年，2014年、ランティスウェブラジオ）
- Date Netz JOINUS SQUARE（Date FM）
- 子安武人の花ゆめ気分でLala PARTY!!（文化放送）
- 荻原秀樹の俺=一刀斎 “修羅ラジ”（Yo-Jin-Bo 公式サイト：2005年10月、マンスリーリレーパーソナリティ）
- ほめられてのびるらじおPP→ほめられてのびるらじおZ（2007年3月 - 2011年4月、2011年5月 - 2019年10月、音泉）
- ハンゲーム presents 超!Online Station（2008年 - 2010年、超!A&G+）
- ときメモ!ラジオ ゆめぎの高校放送室（2008年、KONAMI STATION・音泉）
- りとるらびっつ わがままツインテラジオ（2010年5月21日、超!A&G+）
- ラジオ! ラブライド・イヴ イチャラブ放送局→ラジオ! ラブライド・イヴ いちゃラブ放送局 感謝祭スペシャル（2011年、ニコニコ動画）
- 猫撫ディストーションExodus 可能性追求ラジオ（2011年 - 2012年、ニコニコ動画）
- SCRUM Radio〜らむらじ〜（2012年7月 - 10月、Ustream→2012年 - 2013年、ニコニコ動画→2013年 - 2018年、音泉）
- あずべあ!!（2014年 - 2015年、音泉）

### ラジオドラマ
- ときメモ!（江戸川優）（『ときメモ!ラジオ ゆめぎの高校放送室』内）
- TRPGミニドラマ「星を継がない者」第90話『アリアンロッド・サガ・リプレイ・ブレイク―――王国軍師の日常』（アンソン・マンソン）（『ふぃあ通』内）
- TRPGミニドラマ「星を継がない者」第92話『アリアンロッド・サガ ファンブック&セカンドウィンド―――英雄誕生』（ルード・ヴェルフェ / アンソン・マンソン）（『ふぃあ通』内）

### ネット番組
- エルソード放送局 SCANDAL MAMIのエルソー道！（2010年12月15日 - 2011年6月22日）
- 恋がさくころ桜どき 発売カウントダウンスペシャル （2014年6月26日）
- インターネットラジオステーション<音泉>10周年記念24時間生放送（ニコニコ生放送：2014年7月5日 - 6日）[12]
- ねぶら　真の最終回スペシャル！ 〜ねぶりねぶられ9年4ヵ月〜（ニコニコ生放送：2014年12月14日）
- 荻原秀樹のブラックベース（ニコニコ生放送：2015年5月26日 - ）
- 池袋ストリーム（Ustream:不定期 → ニコニコ生放送：2015年7月10日 - ）
- 荻原秀樹のAbsolute Technology（ニコニコ生放送、他：2017年3月13日 - ）
- インターネットラジオステーション<音泉>27時間ニコ生放送（ニコニコ生放送：2018年7月14日 - 15日）[30]

### ドラマCD
- AGNOIA シリーズ
  - AGNOIA ドラマCDI（1999年12月17日）
  - AGNOIA ドラマCDII「Phrasel〜ルシフェル〜」（2000年4月19日）
- アニメ店長 シリーズ
  - アニメ店長 オリジナルドラマCD1「最白-トレブラン-」（2001年4月25日）
  - アニメ店長 オリジナルドラマCD3「最白II-トレブラン ドゥ-」（2001年9月1日）
  - ラジオドラマCD「アニメ店長 FIRE WAVE!!」（2001年4月25日）
  - ドラマCD はじめてのアニメ店長（2005年6月10日）
- アリアンロッド・サガ ファンブック Heartbreak Memory ドラマCD「追憶のフラグメント」（アンソン・マンソン）（2011年7月9日）
- ESCAPE シリーズ
  - ESCAPE DISC1（2001年12月14日）
  - ESCAPE DISC2（2002年3月14日）
  - ESCAPE キャラボイス集Volume01（2002年4月25日）
  - ESCAPE キャラボイス集Volume02（2002年4月25日）
  - ESCAPE DISC3（2002年5月25日）
  - ESCAPE キャラボイス集Volume03（2002年5月25日）
  - ESCAPE キャラボイス集Volume04（2002年5月25日）
  - ESCAPE キャラボイス集Volume05（2002年7月10日）
  - ESCAPE キャラボイス集Volume06（2002年7月10日）
  - ESCAPE DISC4（2002年8月25日）
  - ESCAPE キャラボイス集Volume07（2002年9月25日）
  - ESCAPE キャラボイス集Volume08（2002年9月25日）
  - ESCAPE キャラボイス集Volume09（2002/11/29）
  - ESCAPE キャラボイス集Volume10（2002/11/29）
  - ESCAPE DISC5（2002年12月27日）
  - ESCAPE キャラ対決フリートーク集 〜ゲラゲラノンストップ〜 キャラズレ警報発令中（2002年12月28日）
  - ESCAPE HOLIDAY（2004年1月23日）
- S-TRIPPER シリーズ
  - S-TRIPPER Episode1「S-TRIPPER」（2003年8月29日）
  - S-TRIPPER Episode2「Prince of Suspense」（2003年9月30日）
  - S-TRIPPER Episode3「First Love」（2003年10月31日）
- 親友〜Dear Friends〜 シリーズ
  - 親友〜Dear Friends〜 The Child Day（2001年6月27日）
  - 親友〜Dear Friends〜 蟬時雨（2001年9月5日）
  - 親友〜Dear Friends〜 紅の幻影（2001年11月21日）
- まほろまてぃっく シリーズ
  - まほろまてぃっく CDどらまてぃっく1（2001年12月21日）
  - まほろまてぃっく CDどらまてぃっく2（2001年12月21日）
  - まほろまてぃっく CDどらまてぃっく3（2001年12月21日）
  - まほろまてぃっく アフタースクール（2002年4月1日）
  - まほろまてぃっく まるち・とーきんぐ (2003年9月26日）
- らぶドル シリーズ
  - DRAMA CD らぶドル 1st.project（2003年8月29日）
  - DRAMA CD らぶドル 2nd.project（2003年10月24日）
  - DRAMA CD らぶドル 3rd.project（2004年3月21日）
  - らぶドル 〜Lovely Idol〜（2004年11月26日）
- フルハウスキス シリーズ
  - フルハウスキス ドラマアルバム〜俺たちの始まり〜（2005年3月30日）
  - フルハウスキス ドラマアルバム〜ニセ教師☆危機一髪〜（2005年5月31日）
  - フルハウスキス ドラマCD〜サマー・ヴァケーション〜（2005年8月2日）
  - フルハウスキス ドラマCD〜真夏の夜の夢〜（2005年10月31日）
  - フルハウスキス ドラマCD〜祥慶祭に行こう!〜（2006年1月11日）
  - フルハウスキス ドラマCD〜ホワイト・ドリーム〜（2006年3月2日）
  - フルハウスキス アドベンチャードラマCD 〜ラ・プリンス殺人事件 処女雪のコテージ〜（2006年10月3日）
- 俺たちに翼はないシリーズ
  - 俺たちに翼はない ドラマCDシリーズ第2章 渡来明日香（2008年9月10日）
  - 俺たちに翼はない ドラマシCDリーズ第4章 鳳鳴（2008年11月5日）
  - 俺たちに翼はない ドラマCDセカンドシーズン第4巻（2009年11月11日）
- うはうは男子寮2 仁義無き!生徒会長戦（2001年12月1日）
- 親友〜Dear Friends〜枯葉の輪舞（2002年1月30日）
- プライムガール〜恋する五佐谷姉妹〜（2002年2月23日）
- 夏色の砂時計 ドラマCD（2002年9月19日）
- Weiß kreuz Gluhen Fight Fire with Fire（2002年9月20日）
- 琴姫様、乱心!（2003年5月20日）
- リプルのたまご オリジナルドラマ&サウンドトラック（2003年7月16日）
- Characters Refine（2004年1月23日）
- この醜くも美しい世界 ドラマCD（1）「konomini-TV」DAYTIME（2004年7月23日）
- ロックCDドラマYo-Jin-Bo 隠れ銀山に血煙が舞う（2004年9月14日）
- Soul Linkドラマアルバム（2005年3月24日）
- invisible sign -イス- イメージドラマCD（2005年7月28日）
- IZUMO2 猛き剣の閃記 キャラクターソング&ドラマCD No.1（2005年10月18日）
- Both Wings〜白と黒の混ざり合う場所〜 ドラマCD 原案・監修：荻原秀樹（2006年11月22日）

### CD
1. 4ピース（2003年11月28日）

「パワーレンジャー・ターボ」の日本語吹替版を担当したことがきっかけで結成されたユニット。自主制作によるオムニバスのコントCD。

### 同人CD
- 武将学園 第一巻<初陣>（上杉舞人）（2010年12月31日）
- NGナイト 30&40 （2011年8月12日）
- 武将学園 【弍陣】（上杉舞人）（2011年12月28日）

### DVD
- まほろまてぃっく〜もっと美しいもの〜放送開始記念版（2002年9月26日）
- まほろまてぃっくらいぶ&Music Clips（2003年5月9日）
- SHUFFLE!LIVE Only for you（2006年2月24日）
- 祥慶祭ライブ2006☆（2006年4月1日）
- 祥慶フェスティバル2007☆（2007年5月31日）
- 祥慶フェスティバル2008☆（2008年6月30日）
- Live in TOKYO かぶら2008 LIVE（2008年8月6日）
- Live in TOKYO かぶら2009 LIVE（2009年10月30日）

### 音声DVD
- 祝・<音泉>10周年 輝け!オールスターゲーム声優大集合スペシャル〜今夜は寝かさnight〜（2014年8月15日）
- 第2回 輝け!オールスターゲーム声優大集合スペシャル〜東西対抗!!天下ワレメの大合戦!!〜（2015年8月14日）
- 第3回 輝け!オールスターゲーム声優大集合スペシャル〜私立ERG女学院 世界一イキたい授業!!〜（2016年8月12日）

### コラム
- 荻原秀樹のオギーナイトfever!
- 荻原秀樹のYou can do ANYTHING!!（パチンコ・パチスロ 動画サイト パチビー内）

### テーブルトークRPGリプレイ
- アリアンロッド・リプレイ・セカンドウィンド（ルード・ヴェルフェ）
- アリアンロッド・2E・リプレイ・シュヴァルツ（イリス）

### イベント
- 荻原秀樹オールナイトトークライブ 〜It's mine at midnight〜（2010年9月24日）
- 荻原秀樹オールナイトトークライブ 〜It's mine at midnight〜 2（2011年5月28日）[注 1]
- 荻原秀樹オールナイトトークライブ 〜It's mine at midnight〜 3（2011年11月19日、11月25日）[注 2]
- 荻原秀樹オールナイトトークライブ 〜It's mine at midnight〜 4（2012年5月4日）
- 荻原秀樹オールナイトトークライブ 〜It's mine at midnight〜 5 〜40歳までは頑張ります〜（2012年11月24日）
- 荻原秀樹オールナイトトークライブ 〜It's mine at midnight〜 6（2013年5月17日）
- 荻原秀樹オールナイトトークライブ 〜It's mine at midnight〜 7 本日41歳になりましたが何か？（2013年11月29日）
- 荻原秀樹オールナイトトークライブ 〜It's mine at midnight〜 8 GO WEST！「荻原秀樹 西へ」（2014年6月7日）[注 3]
  - 荻原秀樹オールナイトトークライブ 〜It's mine at midnight〜 8 追加公演 FROM EAST！「荻原秀樹 東より」（2014年7月25日）
- 荻原秀樹オールナイトトークライブ 〜It's mine at midnight〜 9 〜42歳だけど、やる気さえあれば、オールナイトだってできるよね〜（2014年11月28日）
- 荻原秀樹オールナイトトークライブ 〜It's mine at midnight〜 10（2015年6月12日）
- 荻原秀樹オールナイトトークライブ 〜It's mine at midnight〜 11（2015年11月28日）
- 荻原秀樹オールナイトトークライブ 〜It's mine at midnight〜 12（2016年5月27日）
- 荻原秀樹オールナイトトークライブ 〜It's mine at midnight〜 13（2016年11月26日）
- 荻原秀樹オールナイトトークライブ 〜It's mine at midnight〜 14（2017年5月26日）
- 荻原秀樹オールナイトトークライブ 〜It's mine at midnight〜 15（2017年11月25日）
- 荻原秀樹オールナイトトークライブ 〜It's mine at midnight〜 16（2018年5月26日）
- 荻原秀樹オールナイトトークライブ 〜It's mine at midnight〜 17（2018年11月24日）[注 3]
  - 荻原秀樹オールナイトトークライブ 〜It's mine at midnight〜 18（2018年12月1日）
- 荻原秀樹オールナイトトークライブ 〜It's mine at midnight〜 19 -LAST GIGS ONSEN さよならの向こう側-（2019年8月25日）

### その他
2014年
- 共闘ギルド（男性ボイス）

2020年
- グランドインテンション・アジャストメント（ジャウド・ヴァランダー）

## ディスコグラフィ

### ミニアルバム
| 枚  | 発売日        | タイトル        | 規格品番  | オリコン 最高位 |
| --- | ------------- | --------------- | --------- | --------------- |
| 1st | 2007年7月27日 | Never surrender | SDCR-0013 | 位              |
| 2nd | 2008年8月8日  | Espada          | SDCR-0019 | 位              |

### キャラクターソング
| 発売日   | 商品名                                                                | 歌                 | 楽曲          | 備考                                       |
| 2005年   | 2005年                                                                | 2005年             | 2005年        | 2005年                                     |
| -------- | --------------------------------------------------------------------- | ------------------ | ------------- | ------------------------------------------ |
| 10月28日 | IZUMO2 猛き剣の閃記 キャラクターソング＆ドラマCD Vol.1 八岐猛＆逢須芹 | 八岐猛（荻原秀樹） | 「rendering」 | テレビアニメ『IZUMO -猛き剣の閃記-』関連曲 |

- SHUFFLE! シリーズ
  - シャッフルタイム SHUFFLE!キャラクターイメージヴォーカルアルバム「Unlimited World」（2004年10月24日）
  - SHUFFLE! バーベナ学園放送部 vol.5「Smile Smile」ゲストボーカル（2006年2月8日）
  - SHUFFLE! ON THE STAGE キャラクターボーカルアルバム「Get the world!」（2006年3月24日）
- フルハウスキス シリーズ
  - 薔薇ラビリンス〜フルハウスキス シングルコレクション Vol.1（2004年9月8日）
  - 月光輪舞曲〜フルハウスキス シングルコレクション Vol.2〜（2004年12月22日）
  - 汚れなき聖域〜フルハウスキス シングルコレクション Vol.6〜（2005年9月28日）
  - 薔薇PILGRIM(ピルグリム)〜フルハウスキス シングルコレクション Vol.10〜（2006年1月18日）
  - フルハウスキス ラ・プリンス リミックスアルバム「月光輪舞曲 Re-MIX09」「汚れなき聖域 Inspire Ver.」（2006年4月1日）
  - 今宵CEREMONY〜フルハウスキス シングルコレクション Vol.12〜（2006年8月31日）※一宮瀬伊(成瀬誠)とのデュエット
  - /華燭の空〜Brilliant Sky〜 〜フルハウスキス シングルコレクション Vol.17〜（2007年12月15日）
- うはうは男子寮2 仁義無き!生徒会長戦「ウキウキ・ポケット」（2001年12月1日）
- まほろまてぃっく CDどらまてぃっく2「脇・スポットライト」（2001年12月21日）
- まほろまてぃっく〜もっと美しいもの〜 サウンドパーティ-みなわ盤-「友よ、オレの胸で眠れ〜タキシードは夜の保護色〜」（2001年12月21日）
- Soul Link キャラクターヴォーカルアルバム「ふたりでいれば」（2005年5月25日）
- Yo-Jin-Bo〜運命のフロイデ〜ROCKS「Visitor〜慟哭〜」「カルマ」（2005年9月30日）

### その他参加楽曲
| 発売日   | 商品名                                                                                            | 歌                         | 楽曲 | タイアップ                                     |
| 2013年   | 2013年                                                                                            | 2013年                     | 2013年 | 2013年                                         |
| -------- | ------------------------------------------------------------------------------------------------- | -------------------------- | --- | ---------------------------------------------- |
| 10月30日 | ほめられてのびるらじおボーカルアルバム「ホメラレコード」                                          | 風音、荻原秀樹             | 「ゆーき☆わくわく」 「POWER充電☆ほめたおSO!」 「ほめらじ音頭」 「into the sky」 「Drive Discharge」 「POWER充電☆ほめたおSO!（合いの手Ver）」 | ラジオ『ほめられてのびるらじおPP』主題歌       |
| 10月30日 | ほめられてのびるらじおボーカルアルバム「ホメラレコード」                                          | 五行なずな、風音、荻原秀樹 | 「ましろ戦隊ぱんにゃマン」 | ラジオ『ほめられてのびるらじおPP』主題歌       |
| 2015年   |                                                                                                   |                            | |                                                |
| 12月29日 | ほめられてのびるらじおボーカルアルバム「ホメラレコード2」                                         | 風音、荻原秀樹             | 「輪廻」 「尾母田姉妹とボクの日常」 「のびのび すくすく 完全制覇!」 「のびのび すくすく 完全制覇!（合いの手Ver）」                           | ラジオ『ほめられてのびるらじお』主題歌、関連曲 |
| 12月29日 | ほめられてのびるらじおボーカルアルバム「ホメラレコード2」                                         | 荻原秀樹                   | 「Reel of Fortune」 | ラジオ『ほめられてのびるらじお』主題歌、関連曲 |
| 2017年   |                                                                                                   |                            | |                                                |
| 1月30日  | ほめられてのびるらじお10th Anniversary Memorial Book（Memorial CD＋ほめらじ応援スタンプ台帳つき） | 風音、荻原秀樹             | 「世界に広がるほめらじの輪!〜全裸待機10周年!〜」                                                                                             | ラジオ『ほめられてのびるらじお』関連曲         |